# بينغ تاو لي
بينغ تاو لي (بالصينية المبسطة: 李秉滔)‏ هو عالم نبات صيني، ولد في 1936.